# Негошев парк
Негошев парк — парк, расположенный в центральной части города Подгорица (Черногория).

## Географическое положение
Один из старейших парков Подгорицы находится между левым берегом реки Морачи (от моста Блажа Йовановича до моста Миллениум) и с востока ограничен бульваром Станка Драговича. Из Негошева парка можно спуститься к набережной Морачи. Неподалёку от Негошева находится Королевский парк, также являющийся популярным местом отдыха жителей города.

## Описание
Парк назван в честь черногорского правителя и поэта Петра II Петровича Негоша.
Негошев парк — это небольшой ботанический сад, потому что в нём, помимо обычных деревьев и другой растительности, есть и очень редкие растения. Одним из них является гинкго, первые саженцы которого прибыли с Дальнего Востока и особенно широко представлены в китайских императорских парках. Есть также редкое растение саговник (цикас), которое считается самым старым в парке.

## История

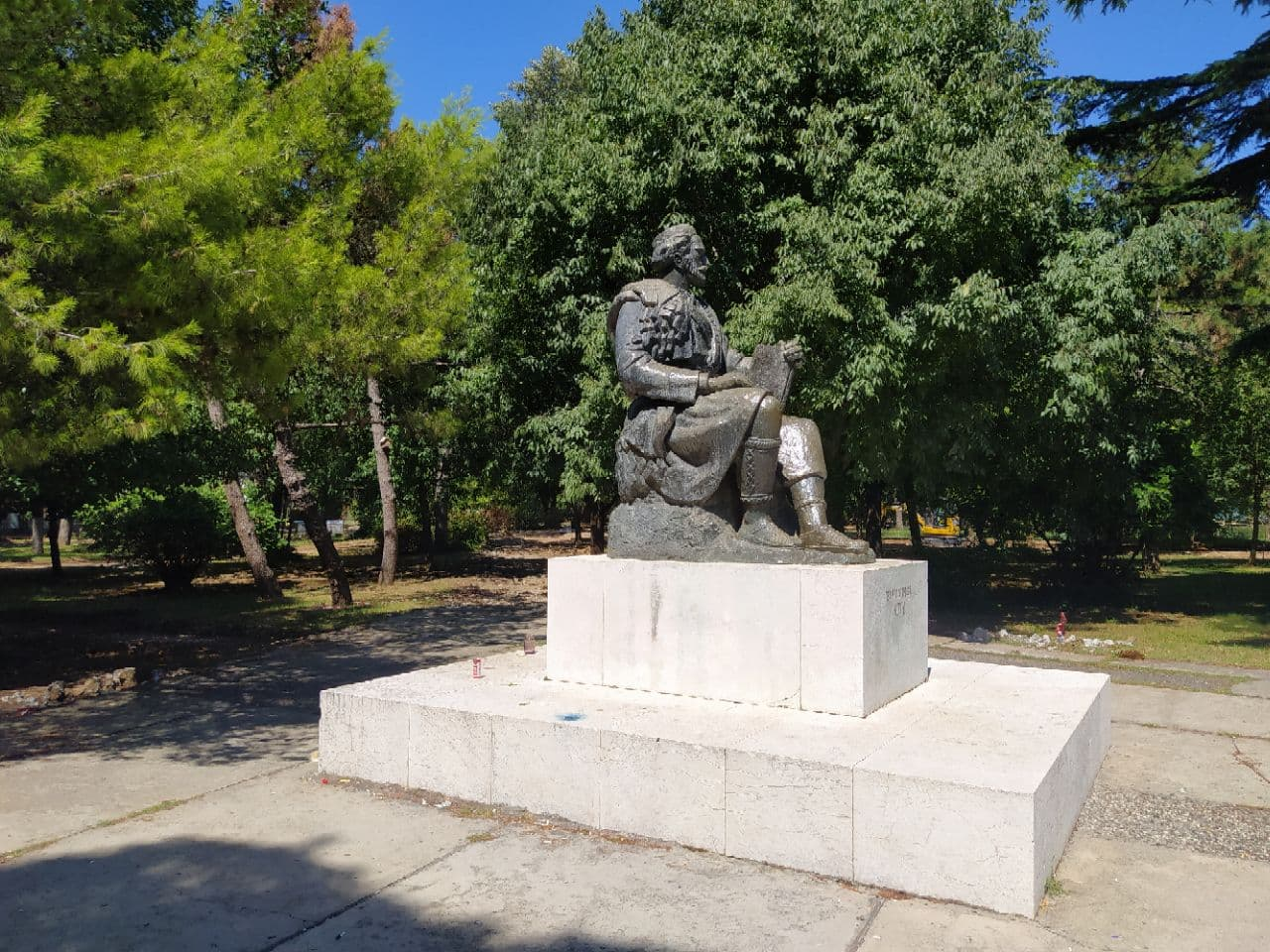
Памятник Петру Негошу в парке

Парк начали создавать ещё в конце XIX века при строительстве Мирковой Вароши — нового района Подгорицы, освобожденной от турок. Во время Второй мировой войны в результате фашистских бомбардировок парк был сильно поврежден снарядами и в своем сегодняшнем виде открылся только в 1951 году.
В 1956 году в парке напротив здания Черногорского народного театра был установлен первый памятник Подгорицы — Петру II Петровичу Негошу.
В 2021 году Негошев парк был реконструирован. Отремонтирована баскетбольная площадка. Появились пешеходные дорожки из плитки, фонари, скамейки, качели для взрослых, столы для настольного тенниса, искусственный пруд, амфитеатр для проведения массовых мероприятий.

## Достопримечательности
Главной достопримечательностью парка, помимо великолепных ландшафтов, является внушительный бронзовый памятник Петру II Петровичу Негошу.
В южной части парка находится могила Люба Йефтича, серба из Боснии, который избежал службы в австро-венгерской армии, но был арестован в Подгорице и расстрелян оккупантами 16 октября 1916 года.
Там же поблизости находится красивая чесма (питьевой фонтанчик), подаренная городу в 2000 году в качестве задужбины семьей Стоянович.